# Ashrakat Ismail
Pour les articles homonymes, voir Ismail.
Ashrakat Ismail, née le 19 novembre 1997 au Caire, est une trampoliniste égyptienne.

## Carrière
Aux Championnats d'Afrique 2016 à Walvis Bay, Ashrakat Ismail est médaillée d'or en individuel ainsi qu'en synchronisé avec Farah Khalil. 
Aux Championnats d'Afrique 2018 au Caire, elle est médaillée d'or en individuel, par équipes ainsi qu'en synchronisé avec Farah Khalil.
Elle est médaillée d'or en trampoline individuel aux Championnats d'Afrique 2023 à Marrakech.
Aux Championnats d'Afrique de trampoline 2024 à Bizerte, elle remporte la médaille de bronze en trampoline individuel et la médaille d'or en trampoline synchronisé avec Malak Hamza.